# Lamminsaari (ö i Södra Savolax, S:t Michel, lat 61,92, long 27,13)
Lamminsaari är en ö i Finland. Den ligger i sjön Ala-Aittaroinen och i kommunen Sankt Michel i den ekonomiska regionen  S:t Michel och landskapet Södra Savolax, i den södra delen av landet, 230 km nordost om huvudstaden Helsingfors. Öns area är 2,2 hektar och dess största längd är 0,5 kilometer i sydöst-nordvästlig riktning.